# District Gorno-oeralski
Het stedelijk district Gorno-oeralski (Russisch: Горноуральский городской округ) is een stedelijk district (gorodskoj okroeg) van de Russische oblast Sverdlovsk. Het district wordt gevormd door het buitengebied van de stad Nizjni Tagil en een groot gebied ten zuidwesten en oosten ervan. Binnen het district ligt ook de biosfeer-zapovednik (strikt natuurreservaat) Visimski.
Het stedelijk district omsluit het stedelijk district Nizjni Tagil en grenst in het noorden aan het stedelijk districten van Koesjva en Krasno-oeralsk, in het noordoosten aan de gemeentelijke districten Verchnesaldinski en Alapajevski, in het zuidoosten aan gemeentelijk district Rezjevski, in het zuiden (van oost naar west) aan het gemeentelijk district Nevjanski, het stedelijk district Kirovgrad en het gemeentelijk district Sjalinski. Aan de westzijde grenst het aan de kraj Perm.

## Inwonertal
|      | Totaal | Urbaan | Ruraal |
| ---- | ------ | ------ | ------ |
| 1989 | 52.651 | 21.336 | 31.315 |
| 2002 | 43.488 | 15.465 | 28.023 |

## Geschiedenis
In Het huidige district ontstond op 13 januari 1965 als de rajon (district) Prigorodski per oekaze van het Presidium van de Opperste Sovjet van de RSFSR uit het rurale district van Nizjni Tagil (Нижнетагильский сельский район), dier in 1957 weer uit het district Visimski was ontstaan. De grenzen die toen werden vastgesteld, gelden nu nog. Op 17 december 1995 kreeg het de status van gemeente, op 29 oktober 2004 de gemeentelijke status van stedelijk district (stedelijk district Prigorodny) en op 1 januari 2006 werd de naam gewijzigd naar stedelijk district Gorno-oeralski.

## Plaatsen in het district
Hieronder staat een lijst met de belangrijkste plaatsen in het stedelijk district.
pgt = posjolok goroda tipa (nederzetting met stedelijk karakter), d = derevnja (dorp), p = posjolok selskogo tipa, s = selo
- c. Balakino (Балакино)
- c. Basjkarka (Башкарка)
- c. Brodovo (Бродово)
- c. Byzovo (Бызово)
- p. Dalni (Дальний)
- pgt. Gorno-oeralski (Горноуральский)
- c. Jelizabetinskoje (Елизаветинское)
- s. Joezjakovo (Южаково)
- c. Kajgorodskoje (Кайгородское)
- c. Krasnopolje (Краснополье)
- c. (Bolsjaja) Laja (Лая)
- c. Malaja Laja (Малая Лая)
- d. Loegovaja (Луговая)
- c. Moerzinka (Мурзинка)
- c. Nikolo-Pavlovskoje (Николо-Павловское)
- p. Novoasbest (Новоасбест)
- s. Novopanysjino (Новопаньшино)
- p. Oeralets (Уралец)
- d. Oest-Oetka (Усть-Утка)
- s. Petrokamenskoje (Петрокаменское)
- s. Pokrovskoje (Покровское)
- s. Serebrjanka (Серебрянка)
- p. Sinegorski (Синегорский)
- s. Soelem (Сулем)
- p. Tsjernoistotsjinsk (Черноисточинск)
- s. Verchnjaja Osljanka (Верхняя Ослянка)
- p. Visim (Висим)
- p. Visimo-Oetkinsk (Висимо-Уткинск)